# Wolfgang Krewe
Wolfgang Krewe (* 20. října 1966 Mnichov) je německý herec.

## Filmografie
| Rok       | Název                              | Role                 | Dodatečné informace |
| --------- | ---------------------------------- | -------------------- | ------------------- |
| 1995      | So ist das Leben! Die Wagenfelds   | Johannes Wagenfeld   |                     |
| 1996      | Komisař Rex                        | Christian Sandner    |                     |
| 1997–1999 | S.O.S. Barracuda                   | Hendrik Krüger       |                     |
| 1998      | HeliCops – Einsatz über Berlin     | policista            |                     |
| 1998–1999 | SOKO 5113                          | Conny Felsenstein    |                     |
| 1997–1999 | Medicopter 117 – Jedes Leben zählt | Ralf Staller         |                     |
| 2000–2008 | Im Namen des Gesetzes              | Axel Bonhoff         |                     |
| 2006      | SOKO Kitzbühel                     | Klaus Gründl         |                     |
| 2006      | Abschnitt 40                       | Axel Bonhoff         |                     |
| 2009      | Die Rosenheim-Cops                 | Rainer Brandl        |                     |
| 2010      | Meine wunderbare Familie           | Martin Steuerberater |                     |
| 2010      | SOKO Donau                         | Rasche               |                     |